# Santa Cecília de Beders
Santa Cecília de Beders és una petita església romànica de Beders, al municipi de Bellver de Cerdanya (Cerdanya). Santa Cecília de Beders, que depèn de l'antiga parròquia de Coborriu de Bellver, és citada a l'Acta de consagració de la Catedral d'Urgell (839). Forma part de l'Inventari del Patrimoni Arquitectònic de Catalunya.

## Descripció
La construcció actual és d'una sola nau coberta amb un embigat de fusta a dues aigües, substituint la volta de canó, i absis semicircular llis amb finestra esqueixada. En la restauració s'ha recuperat l'absis que havia estat reconvertit en sagristia separant-lo de la nau per una paret. L'aparell de l'absis, del segle xii, és més regular que el de la resta de l'edifici que respon a una reconstrucció més tardana de la nau i explica la insòlita ubicació de l'entrada al costat nord. El campanar és d'espadanya amb un sol forat. El portal està situat al mur de tramuntana. A l'interior de l'absis, cobert amb quart de circumferència, s'hi aprecien, sota la capa d'enguixat, restes de pintura vermella.